# 约纳斯·雷克曼
约纳斯·雷克曼（德語：Jonas Reckermann，1979年5月26日—），德国男子沙滩排球运动员。他曾代表德国参加2004年和2012年夏季奥林匹克运动会沙滩排球比赛，其中2012年奥运会获得一枚金牌。